# Seagen
Seagen (ehemals Seattle Genetics) ist ein US-amerikanisches Biotechnologieunternehmen, das Therapien zur Krebsbehandlung auf Basis monoklonaler Antikörper entwickelt und vermarktet. Das Unternehmen mit Sitz in Bothell in Washington (ein Vorort von Seattle) stellt Chemoimmunkonjugate her, die monoklonale Antikörper nutzen, um zellabtötende Wirkstoffe direkt an Krebszellen abzugeben. Sie sollen die gesunden Zellen verschonen und dadurch die toxische Wirkung einer Chemotherapie verringern und die Wirksamkeit gegen den Tumor erhöhen.

## Geschichte
Seagen wurde 1997 von Clay Siegall gegründet. Im März 2001 ging das Unternehmen an die Börse; die Aktien wurden bis zur Übernahme 2023 an der NASDAQ gehandelt. Im Dezember 2016 beschäftigte das Unternehmen in den USA über 900 Mitarbeiter. Im Januar 2018 kündigte das Unternehmen an, Cascadian Therapeutics für 614 Millionen US-Dollar aufzukaufen.
Im März 2023 wurde bekannt gegeben, dass Pfizer das Unternehmen für 43 Mrd. Dollar übernehmen will. Die Übernahme wurde im Dezember 2023 erfolgreich abgeschlossen.

## Kooperationen
Zusammen mit Astellas Pharma entwickelt Seagen Enfortumab-Vedotin, zusammen mit Genmab Tisotumab. Außerdem befindet sich Ladiratuzumab in der Entwicklung. Seagen unterhält zur Entwicklung und Vermarktung von Brentuximab eine Kooperationsvereinbarung mit Takeda Oncology. Weitere Vereinbarungen bestehen mit AbbVie, der Bayer AG, Celldex Therapeutics, Daiichi Sankyō, Genentech, GlaxoSmithKline, Pfizer und PSMA Development. Außerdem besteht eine Entwicklungsvereinbarung mit Agensys (Tochterunternehmen von Astellas Pharma und Oxford BioTherapeutics).

## Produkte
Zu den Produkten des Unternehmens gehört Brentuximab zur Behandlung des Hodgkin-Lymphoms und des Anaplastisch-großzelligen Lymphoms. Das Produkt ist für vier Indikationen in über 65 Ländern zugelassen, unter anderem in den Vereinigten Staaten, Kanada, Japan und der Europäischen Union. Um die Einsatzmöglichkeiten für Brentuximab auszuweiten, arbeitet Seagen mit Takeda Pharmaceutical zusammen. Im Rahmen der Zusammenarbeit besitzt Seagen die Vermarktungsrechte für die Vereinigten Staaten und Kanada, während Takeda die Rechte für alle anderen Länder hat.
Brentuximab funktioniert in Kombination mit Monomethyl-Auristatin E (MMAE) und dient zur Krebsbehandlung auf Basis monoklonaler Antikörper. So wird bei Brentuximab der chimäre Antikörper Anti-CD30 (cAC10) über eine Protease-spaltbare Verbindung mit MMAE verbunden. Dieses Chemoimmunkonjugat nutzt eine Verbindung, die im Blutkreislauf stabil ist, das MMAE jedoch bei Kontakt mit Tumorzellen, die CD30 ausschütten, freisetzt. Durch dieses Verfahren sollen gesunde Zellen verschont und die toxische Wirkung einer Chemotherapie verringert werden, während die Wirksamkeit gegen Tumorzellen erhöht werden soll.
In der Entwicklung befinden sich Vorsetuzumab zur Behandlung von Nierenkrebs und Non-Hodgkin-Lymphomen, Enfortumab-Vedotin zur Behandlung von Blasen-, Brust-, Lungen- und Bauchspeicheldrüsenkrebs und Denintuzumab zur Behandlung hämatopoetischer Tumoren.